# Paphiopedilum malipoense
Paphiopedilum malipoense es una especie de planta perteneciente a la familia  Orchidaceae. Es endémica de Vietnam y de  Guangxi, Guizhou y Yunnan de China. Se encuentra en laderas a 570 a 1600 m s. n. m. donde tiene nieblas en invierno y lluvias en primavera y verano.

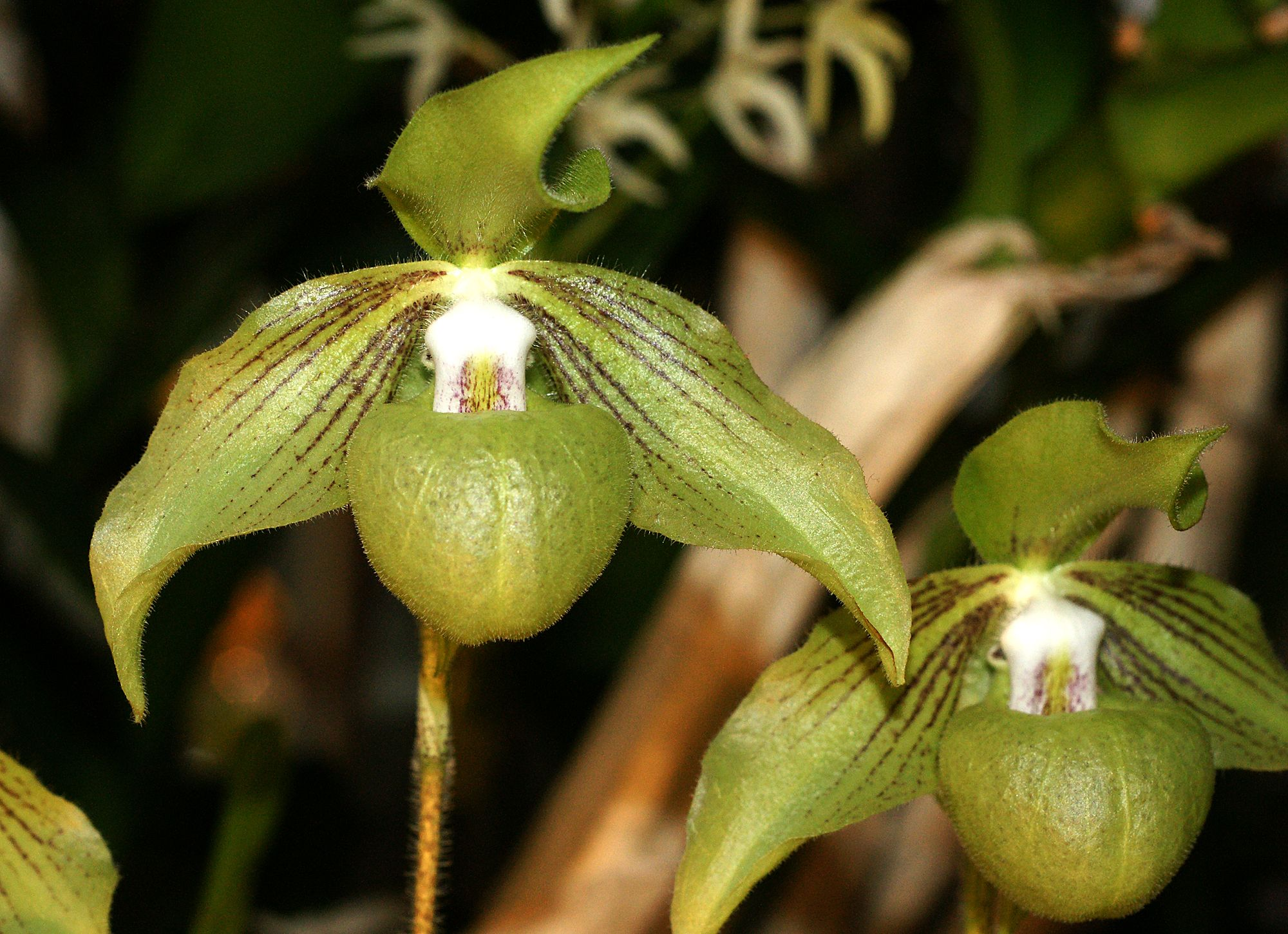
Detalle de la flor

## Descripción
Es una orquídea litofita. Tiene 4 a 6 hojas, dísticas, coriáceas, oblongas o elípticas estrechas, agudas a obtusas en el ápice asimétrico, de color oscuro y verde claro moteado de verde oscuro que son claramente púrpura. La inflorescencia colgante, de 30 a 50 cm de largo, con una [raramente 2] flores, de color verde manchado de púrpura, la inflorescencia surge de una bráctea estrechamente ovadas-lanceoladas con flores con olor a manzana y frambuesa. Florece en primavera con una flor olorosa por inflorescencia, crece a temperaturas templadas o frías.

## Distribución y hábitat
Se encuentra desde el sur de China al norte y Vietnam del sur, se encuentra entre la hojarasca en las rocas de piedra caliza en el bosque semi-caduco mixto, de hoja ancha y bosques montanos nublados, o en los acantilados de piedra caliza en escarpadas o en las cumbres de las montañas de piedra caliza con musgos y helechos a una altitud de 450 a 1450 metros en sombra parcial. 

## Taxonomía
Paphiopedilum malipoense fue descrita por S.C.Chen & Z.H.Tsi y publicado en Acta Phytotaxonomica Sinica 22(2): 119–120, pl. 1. 1984.
Etimología
El nombre del género viene de « Cypris», Venus, y de "pedilon" = "zapato" o "zapatilla" en referencia a su labelo inflado en forma de zapatilla.
malipoense; epíteto geográfico que se refiere a su lugar de origen en Malipo un condado de China en la Prefectura autónoma zhuang y miao de Wenshan.
Variedades
- Paphiopedilum malipoense var. angustatum (China - Yunnan). Hemicr.
- Paphiopedilum malipoense var. jackii (China - sudeste Yunnan to N. Vietnam). Hemicr.
- Paphiopedilum malipoense var. hiepii
- Paphiopedilum malipoense var. malipoense (China - sudeste Yunnan, sudoeste Guizhou, sudoeste Guangxi a norte Vietnam). Hemicr.
- Paphiopedilum malipoense var. concolor
- Paphiopedilum malipoense var. aureum
- Paphiopedilum malipoense var. alba

Sinonimia
- Paphiopedilum angustatum Z.J.Liu & S.C.Chen 2000;
- Paphiopedilum malipoense f. concolor Braem 1998;
- Paphiopedilum malipoense f. tonnianum Roeth 2000;
- Paphiopedilum malipoense f. virescens O.Gruss & Roeth 2001;
- Paphiopedilum malipoense var. angustatum (Z.J.Liu & S.C.Chen) Z.J.Liu & S.C.Chen 2002[3][4]